# Jacob Höglund
Lars Jacob Höglund, född 3 januari 1958, är en svensk professor i zoologisk bevarandebiologi vid Uppsala universitet. I sin avhandling beskrev han hur dubbelbeckasinen, en stillsam vadare, parar sig.